# Luxor Las Vegas
Luxor Las Vegas je hotel a kasino umístěné na bulváru Las Vegas Strip v Paradise v metropolitní oblasti Las Vegas v USA. Luxor se začal stavět v roce 1991, téhož roku byla zahájena stavba hotelu Treasure Island. Byl dokončen v roce 1993. Má moderní design a obsahuje celkem 4407 pokojů. Hotel je pojmenován podle města Luxoru (starověké Théby) v Egyptě. Žije zde slavný mág Criss Angel.